# Selisihan
Selisihan is een bestuurslaag in het regentschap Klungkung van de provincie Bali, Indonesië. Selisihan telt 907 inwoners (volkstelling 2010).